# جونیور بارنارد
جونیور بارنارد، متولد لستر رابرت بارنارد (۱۷ دسامبر ۱۹۲۰–۱۵ آوریل ۱۹۵۱) یک گیتاریست وسترن سویینگ آمریکایی بود که عضوی از باب ویلس و تگزاس پلی‌بُوی بود. او از جمله اولین گیتاریست‌های الکتریکی بود که پدیده گیتاری که دانگ دژآوا مورد انتظار را ایجاد کرد.

## فهرست کردن صفحات گرامافون
- آوانویسی‌های تیفانی، باب ویلز (برگزیدهٔ مجموعه‌ها)[۲]